# Karsai Géza Ferenc
Karsai Ferenc Géza/Karsai Géza Ferenc (eredeti neve: Kurzweil Géza; 1938-ig) (Sopron, 1905. július 19. – Pannonhalma, 1981. február 24.) magyar költő, műfordító, bencés szerzetes, filológus, irodalomtörténész, művelődéstörténész, folklorista, könyvtáros, főiskolai tanár.

## Életpályája
Szülei Kurczweil János és Mészáros Karolin voltak. 1915–1923 között a soproni bencés gimnáziumban tanult. 1923. augusztus 6-án belépett a bencés rendbe. 1924–1929 között a Pannonhalmi Tanárképző Főiskola, majd a Pázmány Péter Tudományegyetem hallgatója volt; magyar és német szakos tanári és bölcsészdoktori diplomát szerzett. 1928. szeptember 11-én ünnepi fogadalmat tett. 1928. június 29-én pappá szentelték. Tanári pályáját a Budapesti Bencés Gimnáziumban kezdte, de egy hónap múlva már a Pannonhalmi Tanárképző Főiskolára került, ahol egészen a főiskola megszűnéséig, 1950-ig tanított. 1940-ben a Pázmány Péter Tudományegyetem Bölcsészettudományi Karán egyetemi magántanári képesítést szerzett. 1940–1950 között német néprajzból és nyelvészetből tartott előadásokat. Ezzel együtt főiskolai munkáit is elvégezte. 1950–1962 között a Pannonhalmi Bencés Gimnáziumban magyar nyelvet és irodalmat tanított. 1965–1967 között a Bencés Rend központi főkönyvtárának igazgatója volt. 1967-ben nyugdíjba vonult, de továbbra is főkönyvtáros, 1973–1981 között főkönyvtári tanácsadó maradt.

### Munkássága
Újjászervezte a rendi főkönyvtár hazai és külhoni cserekapcsolatait, állománykiegészítését és beszerzéseit, korszerűsítette a könyvtár nyilvántartási rendszerét. Verseket írt, foglalkozott műfordítással, összehasonlító irodalomtörténettel, írt etnográfiai, könyvtörténeti tanulmányokat; a kódexkutatás elismert szakértője volt.

## Művei
- A forma mint kifejezőeszköz Klopstoch ódaköltészetében (Pannonhalma, 1928; Pannonhalmi füzetek 5.)
- A felsőmagyarországi bányavárosok német népi színjátékai (német nyelven, Ernyey Józseffel, Budapest, I. kötet: 1932; II. kötet: 1938)
- Új embertípus, új ízlés, új irodalom (Pannonhalma, 1932)
- Az elnyomatás korának ellenzéki irodalma 1849-1867. (1934)
- A vallásos néprajz fellendülése (1937)
- Hittudomány és néprajz (Budapest, 1937)
- Szent István király tisztelete (Budapest, 1938)
- Győrszentmártoni népszínjátékok (Győr, 1938)
- A dicsőséges Szent Jobb hiteles tört. megvilágításban (Rozsnyó, 1939)
- Középkori vízkereszti játékok (Budapest, 1944)
- Ki volt Anonymus? (Budapest, 1944)
- Az Anonymus-kódex keletkezéséhez (Budapest, 1960)
- Névtelenség, névrejtés és szerzőnév a kk. krónikáinkban (1963)